# Гайлинген (Верхний Рейн)
Гайлинген (нем. Gailingen am Hochrhein) — община в Германии, в земле Баден-Вюртемберг.
Подчиняется административному округу Фрайбург. Входит в состав района Констанц. Население составляет 3084 человека (на 31 декабря 2010 года). Занимает площадь 13,17 км².

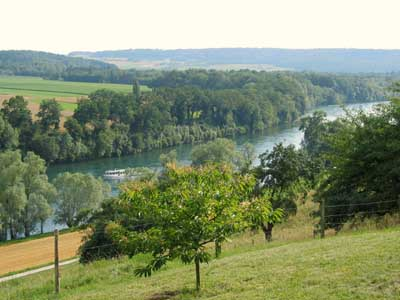
Гайлинген